# Culpa católica
A culpa católica é o excesso de culpa sentido pelos católicos e por católicos faltosos. A culpa é um subproduto de uma consciência informada, mas a culpa "católica" é frequentemente confundida com escrupulosidade. Uma consciência com excesso de escrupulosidade é um exagero de culpa saudável. A culpa não é considerada uma coisa positiva em si mesma em nenhum ensinamento católico; em vez disso, a contrição é considerada construtiva.
A culpa é o remorso por ter cometido alguma ofensa ou injustiça, real ou imaginária. Está relacionado à vergonha, ainda que a culpa esteja relacionada a causar dano a outrem, enquanto a vergonha surge da consciência de algo desonroso, impróprio ou ridículo, feito por si mesmo. Alguém pode se sentir culpado por ter machucado alguém e também ter se envergonhado por ter feito isso. Philip Yancey compara a culpa à sensação de dor física como uma indicação de que algo não deve ser ignorado, mas cuidado. Rabino David Wolpe diz: "Encarar a dor que causamos aos outros com palavras cruéis ou atos insensíveis, e aos nossos inúmeros fracassos em cumprir as marcas que Deus estabelece para viver uma vida verdadeira e boa", torna o perdão significativo, não apenas um bordão ".
O Ato Penitencial do início da Missa é um rudimento litúrgico desta confissão anteriormente sacramental. Esta confissão privada tornou-se a forma normal pelo qual esse sacramento era e é praticado, com estrito sigilo por parte do sacerdote. Às vezes, a prática do sacramento enfatizava os atos de penitência, às vezes enfatizava a autenticidade da dor ou da contrição, às vezes enfatizava a confissão de todos os pecados graves (mortais), às vezes enfatizava o poder do sacerdote, In Persona Christi (na pessoa de Cristo), para absolver os penitente do pecado, e atualmente existem formas que incluem simplesmente a confissão individual a um padre ou preparação comunitária e, a seguir, a confissão individual a um padre.

## Exemplos
O romance Brideshead Revisited, de Evelyn Waugh, relaciona explicitamente a noção de culpa à religião católica. Angustiada por seu relacionamento amoroso com Charles Ryder, Julia Flyte exclama: "Eu vi hoje que havia uma coisa imperdoável [...]; estabelecer um rival bom para Deus. [...] pode ser uma barganha particular entre mim e Deus, que se eu desistir de uma coisa que eu tanto quero, por pior que eu seja, Ele não vai se desesperar totalmente de mim no final".
O assunto é tratado com humor no episódio "The Fighting Irish", da série 30 Rock. A culpa católica é descrita no episódio por Jack Donaghy (Alec Baldwin): "Não é assim que funciona, Tracy. Mesmo que haja toda essa coisa de confissão, isso não é passe livre, porque há uma culpa esmagadora em ser católico. Se as coisas estão boas ou ruins ou você está simplesmente ... comendo tacos no parque, há sempre uma culpa esmagadora".

## Pesquisas
A culpa pode ser vista em termos de construtividade versus destrutividade: "culpa construtiva" é focada em perdoar os próprios lapsos éticos e mudar o comportamento, enquanto a "culpa destrutiva" permanece atolada em autoaversão e não enfatiza a capacidade de aprendizado com os próprios erros e a possibilidade de se seguir em frente com vida. Um estudo em Psicologia da Religião descobriu que os participantes católicos demonstraram um nível mais alto de culpa construtivas do que outros grupos. A pesquisa sobre uma ligação entre o catolicismo e a culpa parece ser inconclusiva (sem distinção entre construtiva ou destrutiva).
A culpa é um fator importante na perpetuação dos sintomas do transtorno obsessivo-compulsivo.  A referida  pesquisa não aclara de modo explícito e objetivo a possível conexão entre o catolicismo e os sintomas obsessivo-compulsivos. Um estudo com 165 indivíduos pela Universidade de Parma descobriu que indivíduos religiosos pontuaram mais alto nas medidas de controle de pensamentos e superimportância de pensamentos, e que essas medidas foram associadas a sintomas obsessivo-compulsivos apenas nos participantes religiosos. Outro estudo observou uma ligação entre religiosidade intrínseca e cognições / comportamentos obsessivo-compulsivos apenas entre participantes católicos. No entanto, um estudo da Universidade de Boston descobriu que nenhuma religião em particular era mais comum entre os pacientes com TOC e que os pacientes com TOC não eram mais religiosos do que outros indivíduos com ansiedade. As obsessões religiosas estavam ligadas à religiosidade dos participantes, mas os sintomas sexuais e agressivos não. Maior devoção religiosa entre os pacientes com TOC foi correlacionada com aumento da culpa.
Um estudo da Revista "American Behavioral Scientist" (Ciência Comportamental Americana) analisou entrevistas com participantes de origens católicas, judaicas e protestantes. O autor relatou que a maioria dos participantes "descreveu avidamente uma experiência de culpa".
Estudantes da Universidade de Ulster participaram de um estudo que encontrou um nível ligeiramente mais alto de culpa coletiva entre os estudantes católicos do que entre os estudantes protestantes.
Pesquisadores da University of California, Berkeley e da University of Notre Dame examinaram o conceito de culpa católica entre os adolescentes americanos. Os autores não encontraram evidências de culpa católica nesta população, observando que o catolicismo causou e aliviou menos culpa do que outras tradições religiosas. Os autores não encontraram evidências de que adolescentes católicos experimentam mais culpa do que adolescentes não católicos. Os autores não descobriram que mais católicos praticantes se sentem mais culpados do que católicos menos praticantes. O estudo também não observou nenhuma diferença no efeito dos comportamentos indutores de culpa em participantes católicos em relação aos não católicos.
Um estudo da Universidade Hofstra relatou nenhuma diferença na culpa total entre as religiões, embora a religiosidade em si estivesse ligada à culpa.